# NGC 4577
NGC 4577 في الفهرس العام الجديد، هي مجرة، تقع في كوكبة العذراء. اكتشفت في 28 يناير 1784 بواسطة ويليام هيرشل.

## روابط خارجية
- NGC 4577 على موقع ويكي سكاي: DSS2, SDSS, GALEX, IRAS, Hydrogen α, X-Ray, Astrophoto, Sky Map, Articles and images